# شهرستان هالی (تگزاس)
شهرستان هالی، تگزاس (به انگلیسی: Hale County, Texas) یک سکونتگاه مسکونی در ایالات متحده آمریکا است که در تگزاس واقع شده‌است.